# Bombus breviceps
Bombus breviceps (saknar svenskt namn) är en insekt i överfamiljen bin (Apoidea) och släktet humlor (Bombus) som lever i Centralasien.

## Beskrivning
Bombus breviceps har mörkbruna vingar, ett huvud som hos honorna (drottning och arbetare) är svart, hos hanarna med större eller mindre inblandning av gula hår. Mellankroppen är antingen helt svart eller orange med ett centralt, svart fält; i det senare fallet kan sidorna vara gula, speciellt för individer från centrala Kina. De två främsta bakkroppssegmenten är oftast gula; det tredje kan även det vara helt gult, men det förekommer också att endast den främsta delen av mittpartiet är gult, och resten svart. Den främre delen av det fjärde bakkroppssegmentet är även det svart; resterande del av bakkroppen är orangeröd. Över huvud taget är färgteckningen variabel, men bakkroppskombinationen gult – svart – orangerött är Humlan är medelstor, med tydlig storleksskillnad mellan de tre kasterna; drottningen är mellan 18 och 21 mm, arbetarna mellan 10 och 16, och hanarna 14 till 15 mm långa. Arten är korttungad.

## Ekologi
Humlan lever i bergsterräng och omgivande lågland på höjder mellan 270 och 3 300 m, eventuellt upp till 3 800 m. Den var tidigare vanlig, men börjar nu bli allt mer sällsynt. Arten samlar pollen och nektar från växter som trillingblommor (blank trillingblomma, Bougainvillea glabra), fjällskäror, balsaminer, inkarvilleor, salvior, urenasläktet, verbenor och spiror. Flygtiden är lång; den varar från början av april till mitten av oktober.

## Utbredning
Bombus breviceps finns i Himalaya, Myanmar, Thailand, Vietnam, Tibet och Kina (provinserna Yunnan, Sichuan, Hubei, Hunan, Jiangxi, Zhejiang, Fujian, Guangdong, Guangxi och Guizhou).